# Different (Kate Ryan)
Different è il primo album discografico in studio della cantante belga Kate Ryan, pubblicato nel 2002.

## Tracce
1. Scream for More – 4:01
2. Désenchantée – 3:37
3. UR (My Love) – 3:46
4. So in Love – 4:03
5. Free Your Mind – 5:09
6. In Your Eyes – 6:01
7. One Happy Day – 4:29
8. Lift Me Higher – 3:30
9. Through the Eyes – 3:45
10. Got to Move On – 3:50
11. Head Down – 4:10
12. Magical Love – 3:46
13. Mon cœur résiste encore – 4:02
14. Non regards qui m'enflamment – 3:58
15. Ne baisse pas la tête – 4:07